# Endasys leopardus
Endasys leopardus är en stekelart som beskrevs av Luhman 1990. Endasys leopardus ingår i släktet Endasys och familjen brokparasitsteklar. Inga underarter finns listade i Catalogue of Life.